# Jessie (roman)
Pour les articles homonymes, voir Jessie.
Jessie (titre original : Gerald's Game) est un roman de Stephen King publié en 1992.

## Résumé
Gerald aime pratiquer un petit jeu sexuel pervers : il menotte sa femme Jessie au lit pour lui faire l'amour, ce qu'elle apprécie de moins en moins avec le temps. Un jour, en octobre 1992, dans leur résidence secondaire, Jessie finit par lui dire qu'elle refuse de continuer le jeu et lui demande de la détacher. Son mari refuse et, voyant qu'il a bien l'intention d'aller jusqu'au bout, Jessie lui envoie deux coups de pied quand il se trouve à sa portée (un dans le ventre, l'autre dans les parties), geste qui entraîne une crise cardiaque et la mort de Gerald. Jessie se retrouve alors enchaînée, seule, dans une maison isolée en pleine campagne du Maine.
Jessie devra alors se replonger dans son passé et plus particulièrement sur ce qui s'est produit avec son père un soir d'éclipse.

## Accueil
Le roman est resté 28 semaines (dont neuf à la première place) sur la New York Times Best Seller list, y apparaissant le 19 juillet 1992 directement à la première place. Le Publishers Weekly le classe à la troisième place des meilleures ventes de livres de fiction aux États-Unis publiés en 1992.

## Adaptation
Une adaptation cinématographique du roman réalisée par Mike Flanagan et portant le même titre est sortie en septembre 2017. Carla Gugino y joue le rôle principal alors que Bruce Greenwood interprète celui de Gerald.